# Ed Sullivan

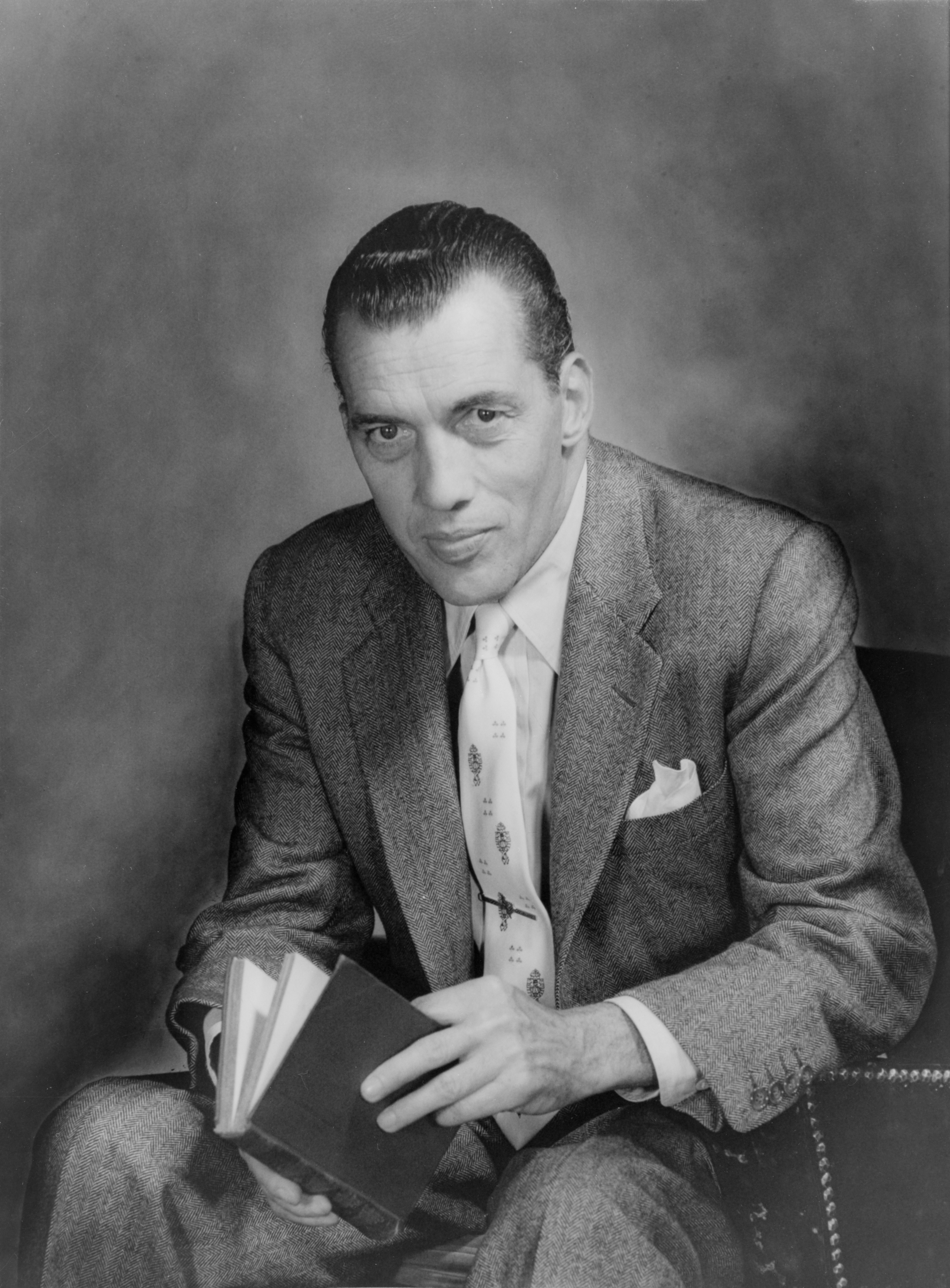
Ed Sullivan, 1955

Edward Vincent „Ed“ Sullivan (* 28. September 1901 in New York City, New York; † 13. Oktober 1974 ebenda) war ein US-amerikanischer Entertainer und Journalist. Bekannt wurde er als Moderator der The Ed Sullivan Show, deren Beliebtheit in den späten 1950er und frühen 1960er Jahren ihren Höhepunkt erreichte.
Im Jahr 1996 wurde Sullivan auf Platz 50 der TV Guide‘s „50 Greatest TV Stars of All Time“ gewählt.

## Leben
Ursprünglich war Sullivan Sportreporter und er schrieb Artikel über Theaterstücke. Norman Z. McLeod verfilmte 1938 unter dem Titel Millionärin auf Abwegen (There Goes My Heart) eine Geschichte, die auf einer Erzählung von Sullivan beruht.
1948 bekam er eine wöchentliche Late-Night-Show am Sonntagabend, in der regelmäßig vielversprechende Talente wie Elvis Presley oder die Beatles im Ed Sullivan Theater auftraten und etliche Newcomer dadurch bekannter wurden.
Seine Verlobte war die Ausnahmeschwimmerin Sybil Bauer, die jedoch im Alter von 23 Jahren noch vor der Hochzeit mit Sullivan einem Krebsleiden erlag. 1930 heiratete er Sylvia Weinstein. Die Ehe des Katholiken Ed Sullivan mit einer jüdischen Frau stieß zunächst auf Ablehnung in den Herkunftsfamilien beider Partner. Ed und Sylvia Sullivan wurden ein prominentes Paar der New Yorker Gesellschaft und blieben bis zu Sylvias Tod 1973 verheiratet. Sie hatten eine Tochter.